# Rhacochelifer samai
Rhacochelifer samai är en spindeldjursart som beskrevs av Giuliano Callaini 1987. Rhacochelifer samai ingår i släktet Rhacochelifer och familjen tvåögonklokrypare. Inga underarter finns listade i Catalogue of Life.